# Флаг Токсовского городского поселения
Флаг муниципального образования «То́ксовское городское поселение» Всеволожского муниципального района Ленинградской области Российской Федерации — опознавательно-правовой знак, служащий официальным символом муниципального образования.
Ныне действующий флаг утверждён 10 июля 2006 года и внесён в Государственный геральдический регистр Российской Федерации с присвоением регистрационного номера 2363.

## Описание
«Прямоугольное полотнище с отношением ширины к длине 2:3, воспроизводящее композицию герба муниципального образования „Токсовское городское поселение“ в красном, синем, жёлтом и белом цветах».
Геральдическое описание герба гласит: «В червлёном поле с лазоревой, обременённой тремя серебряными рыбами (две наискось головами друг к другу и одна обращённая оконечностью), три золотых холма (средний впереди), на которых три серебряные ели, сопровождённые в верхних углах двумя серебряными снежинками».

## Обоснование символики
Флаг муниципального образования «Токсовское городское поселение» Всеволожского муниципального района Ленинградской области представляет собой прямоугольное полотнище, разделённое по ширине на две части: синюю (нижнюю, составляющую 1:3 общей ширины полотнища) и красную (верхнюю, составляющую 2:3 общей ширины полотнища).
Общая цветовая гамма флага соответствует расцветке флага Всеволожского муниципального района и расцветке флага Ленинградской области.
Расцветка флага обозначает землю, озёрные воды и справедливость, великодушие и богатство: территории, на которых в годы Великой Отечественной войны были развёрнуты госпитали, орошённые кровью раненых (красный цвет); территории, занятые водными пространствами многочисленных озёр (синий цвет); тесно переплетены с историческими княжествами Карельским (поле его флага — красное) и Ижорским (поле его флага синее), а также достижения жителей городского поселения в материальной (красный цвет) и духовной (синий цвет) сферах; жизненную силу, энергию (жёлтый цвет) жителей поселения, земли Ингрии (поле её флага — жёлтое); белый цвет — древнюю, седую историю, славное прошлое, заснеженные поля и холмы, зимние виды спорта, столицей которых является Токсовское городское поселение.
Снежинки символизируют зимние виды спорта.
Три рыбы символизируют три самых крупных озера муниципального образования: Кавголовское, Курголовское и Хепоярви.
Красный цвет — храбрость, мужество, неустрашимость, сила, геройски пролитая кровь.
Синий цвет (лазурь) — красота, мягкость, величие, мир, любовь.
Жёлтый цвет (золото) — богатство, изобилие, справедливость, великодушие.
Белый цвет (серебро) — чистота, очищение, снег, невинность.